# Margaret Benson
Margaret Benson (Reading, 16 giugno 1865 – Roehampton, 13 maggio 1916) è stata una scrittrice ed egittologa inglese.

## Biografia
Margaret Benson nacque nel 1865 nei pressi di Reading, figlia del futuro arcivescovo di Canterbury Edward White Benson e della moglie Mary Sidgwick; era sorella di Edward Frederic, Arthur Christopher e Robert Hugh Benson, mentre suo zio materno era il filosofo Henry Sidgwick. Dopo i primi studi alla Truro High School, nel 1883 fu tra le prime donne ad essere ammessa all'Università di Oxford per studiare al Lady Margaret Hall, dove fu allieva di John Ruskin.
Cominciò ad interessarsi all'egittologia nel 1894 e nel gennaio successivo, grazie all'influenza di Édouard Naville, fu la prima donna ad ottenere il permesso governativo di effettuare scavi archeologici in Egitto. I tre scavi guidati da lei tra il 1895 e il 1897 nel tempio di Mut a Karnak portarono alla luce diversi reperti d'interesse, tra cui nove statue di Sekhmet e una statua di Ramses II, oltre a molteplici monete e scodelle. Durante la sua seconda spedizione conobbe Janet Gourlay, che sarebbe stata sua compagna fino alla morte nel 1912.
Quando i numerosi problemi di salute la costrinsero ad abbandonare l'attività archeologica e ritornare in patria, Benson si occupò dell'istruzione femminile come membro del consiglio direttivo del Lady Margaret Hall, battendosi in particolar modo affinché le donne potessero studiare teologia ad alti livelli. Curò anche la pubblicazione di alcuni scritti del padre.
Come molti membri della sua famiglia, anche Margaret Benson fu afflitta di disturbi mentali e probabilmente era affetta da disturbo bipolare; dopo il 1907 soffrì di allucinazioni, paranoia e autolesionismo, tentando forse anche di uccidere la madre. Fu internata più volte in ospedali psichiatrici, prima nel Sussex nel 1907 e poi a Roehampton dal 1907 al 1912. Morì per un arresto cardiaco nel 1916 all'età di cinquant'anni.

## Opere
- Capital, Labour, Trade, and the Outlook. 1891.
- Subject to Vanity. Methuen, 1894.
- The Temple of Mut in Asher: An account of the excavation of the temple and of the religious representations and objects found therein, as illustrating the history of Egypt and the main religious ideas of the Egyptians, con Janet Gurlay. Londra, John Murray, 1899
- The Soul of a Cat, and Other Stories. Heinemann, 1901.
- The Venture of Rational Faith. 1908.
- The Court of the King. 1912.